# 오스테르하우트

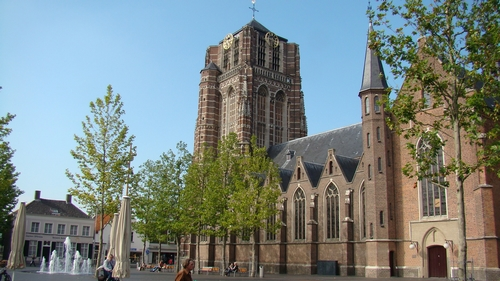
오스테르하우트 시장 광장

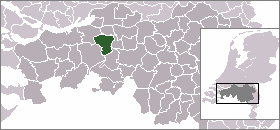
오스테르하우트의 위치

오스테르하우트(네덜란드어: Oosterhout)는 네덜란드 노르트브라반트주의 도시로 면적은 73.09km2, 높이는 5m, 인구는 53,771명(2014년 5월 기준), 인구 밀도는 752명/km2이다. 도시 이름은 네덜란드어로 "동쪽의 숲"을 뜻한다.

시기
시 문장